# Лавриненков, Владимир Дмитриевич
Влади́мир Дми́триевич Лавриненков (17 мая 1919 — 14 января 1988) — советский военный лётчик, ас-истребитель и военачальник. Дважды Герой Советского Союза (1943, 1944), генерал-полковник авиации (1971).

## Биография
Владимир Дмитриевич Лавриненков родился 17 мая 1919 года в деревне Птахино Смоленского уезда, Смоленской губернии в семье крестьянина. Русский. Член КПСС с 1942 года. Окончил неполную среднюю школу и школу ФЗУ. Работал в Смоленске столяром и одновременно учился в аэроклубе.
В Красной Армии с 1940 года. Окончил Чугуевское военно-авиационное училище в 1941 году. С 31 января 1941 года — инструктор на истребителе И-15 бис в Черниговской военной авиашколе.
Участник Великой Отечественной войны с июня 1941 года. На истребителе И-15 бис штурмовал танковую колонну фашистских войск под Синявкой, в районе Ростова, в составе сборной эскадрильи Батайского училища.
С ноября 1941 по июль 1942 года, пилот 651-го истребительного авиационного полка Сталинградского района ПВО. Боевой счёт открыл 5 августа 1942. За месяц боёв сбил 16 самолётов противника.
Весной 1942 года, переведен в 753-й истребительный авиационный полк. В боях под Ельцом, пилотируя Як-1 с номером 17, сбил Ме-109. С июля по август 1942 года воевал на Брянском фронте в должности лётчика. Затем, на Западном и Воронежском фронтах был командиром звена 753-го истребительного авиационного полка. С 5 по 30 июля лично сбил три Ме-109 и четыре самолета противника в группе с товарищами. За проявленные мужество и героизм старший сержант Лавриненков Владимир Дмитриевич, командир звена 753-го истребительного авиационного полка, 31 июня 1942 года, представлен к ордену Красного Знамени.
С августа 1942 года — командир эскадрильи 4-го истребительного авиаполка 288-я истребительной авиационной дивизии. Находясь на Сталинградском фронте с августа по октябрь, лично сбил 9 самолётов противника и 7 в группе с товарищами.
В конце октября 1942 года переведён в 9-й гвардейский истребительный авиационный Одесский полк. Заместитель командира эскадрильи 9-го гвардейского истребительного авиационного полка (268-я истребительная авиационная дивизия, 8-я воздушная армия, Южный фронт) гвардии младший лейтенант Лавриненков к февралю 1943 года совершил 322 боевых вылета, участвовал в 78 воздушных боях, сбил лично 16 и в группе 11 самолётов противника.
Звание Героя Советского Союза присвоено 1 мая 1943 года.
24 августа 1943 года звено Лавриненкова вылетело с аэродрома Павловка на прикрытие войск в район Матвеева Кургана. Выполняя боевое задание летчик Лавриненков атаковал самолёт-корректировщик Fw-189. В ходе воздушного боя самолет Лавриненкова P-39 «Аэрокобра» был поврежден, лётчик покинул самолёт над вражеской территорией и был захвачен в плен. При последующем конвоировании пленным Лавренекову и Карюкину удалось совершить побег. Находясь в тылу противника, соединился с партизанским отрядом имени Чапаева и продолжил борьбу с немецко-фашистскими захватчиками. В селе Хоцки, забросав гранатами дом, в котором находились гитлеровцы, Лавриненков пробрался к сараю и освободил группу пленных. 29 сентября 1943 года смог вернуться в свой полк.
За отвагу и мужество в боях, успешное командование эскадрильей и 34 сбитых лично вражеских самолётов 1 июля 1944 года гвардии майор Лавриненков награждён второй медалью «Золотая Звезда».
В июле 1944 года после смерти А. А. Морозова назначен командиром 9-го гвардейского иап.
Всего в годы войны совершил 488 боевых вылетов, в 134 воздушных боях сбил лично 35 и в группе 11 самолётов противника. По данным М. Ю. Быкова, распределение личных и групповых побед В. Д. Лавриненкова несколько иное: 36 личных и 7 групповых.
В 1948 году окончил Военную академию имени Фрунзе.
С 7 марта 1949 года по февраль 1950 года — командир 2-й гвардейской истребительной авиационной дивизии ПВО в Ростове.
С февраля 1950 года по июль 1951 года — командир 142-й истребительной авиационной дивизии ПВО.
С июля 1951 года по ноябрь 1952 года — начальник учебного центра ночной подготовки и боевого применения истребительной авиации ПВО (Саваслейка).
1 ноября 1954 года — окончил авиафакультет Академии Генерального штаба.
С февраля 1966 года по август 1969 года — командующий 2-й армии ПВО.
С 1969 года по 1977 год — командующий 8-й армии ПВО.
В последующие годы занимал командные должности в армиях ПВО в Киеве, Риге, Минске. Генерал-полковник авиации (1971).
С 1977 года начальник штаба — заместитель начальника Гражданской обороны УССР.
С 1984 года — военный консультант Киевского военного училища ПВО.
Умер 14 января 1988 года в Киеве. Похоронен на Байковом кладбище (участок № 7).

## Оценки и мнения
Вот как В. Д. Лавриненков упоминается в книге Р. Толивера и Т. Констебля про выдающегося немецкого аса «Эрих Хартманн — белокурый рыцарь рейха»:

«Агрессивное поведение этих советских пилотов показывает примечательный случай возле Орла, который произошёл с юным сталинским соколом лейтенантом Владимиром Лавриненковым. Этот ас, имевший на своем счету 30 побед, сбил Ме-109. Он видел, как германский пилот посадил свой самолёт на брюхо в поле, выскочил из кабины и побежал прятаться в соседний овраг, заросший деревьями и кустарником.
Лавриненков кружил низко над землёй и видел, что красноармейцы, скорее всего, не найдут германского пилота, который сможет спастись. Молодой русский лейтенант посадил свой истребитель рядом с разбившимся Ме-109 и сам повёл пехотинцев в заросли. Лавриненков нашёл спрятавшегося немца, набросился на него и задушил голыми руками. Русский ас вернулся к своему истребителю и взлетел в облаке пыли, оставив мёртвого противника валяться у ног пехотинцев, разинувших рты от удивления».

Когда Лавриненкову самому рассказали эту «историю», он пошутил: «Ну хорошо хоть не съел…».
Не менее характерный эпизод, показывающий мужество лётчика, описан в книге А. И. Покрышкина «Небо войны»:

«В воздухе, над линией фронта, я раньше не раз слышал фамилию ведущего группы Лавриненкова. Он служил в другом полку и часто сменял нас на прикрытии наших войск. Имя лётчика, часто звучавшее в эфире, запоминается крепко, потом оно как бы само по себе живёт в памяти, требуя новых и новых подробностей о нём. Позже к нам в полк дошла и почти легендарная история этого лётчика. На конференции я познакомился с Владимиром Лавриненковым. Здесь легенда ожила для меня в его правдивом рассказе.
Мы обедали, ужинали все за общим столом, деловые беседы сменялись воспоминаниями. Там я увидел этого скромного, молчаливого, державшегося как-то в стороне капитана, имя которого в эти дни было самым популярным среди лётчиков. Эту славу он добыл не только своими воздушными боями, которых он провёл десятки, но и героическим поступком.
Лавриненков тоже пострадал от немецкой „рамы“ — воздушного разведчика и корректировщика „фокке-вульф-189“. Он атаковал её над рекой Миус, там же, где пострадал Берёзкин, когда во время атаки столкнулся с ней. „Рама“ свалилась на землю, а за ней на парашюте и Лавриненков. При раскрытии парашюта оторвало пистолет. На немецкой территории его схватили солдаты, что называется, „за ноги“. При нём не было ни орденов, ни документов — только в кармашке гимнастерки последнее письмо из дому.
— Лавриненкоф? Это фамилия нам известно, — обрадовался производивший допрос немецкий офицер.
Капитан, конечно, отрицал, что это его фамилия. Но у немецких разведчиков нашёлся альбом фотографий лётчиков, среди которых легко можно было узнать характерное, бровастое лицо Лавриненкова. Отпираться дальше было невозможно. На лётчика навалились с расспросами о дислокации, о боевых машинах наших полков. Говорить об этом или не говорить — полностью зависело от Лавриненкова, его идейной стойкости, убеждений. Он молчал. Его били. Он молчал.
В простой хате донецкого села, где происходил этот допрос, применялись методы гестаповского застенка. Но они не сломили стойкости лётчика-коммуниста. Немцам не оставалось ничего другого, как отправить Лавриненкова в глубокий тыл. Авось там развяжут ему язык ужасы концлагерей и изощрённые пытки. Но на всякий случай, чтобы расположить лётчика к себе своим обхождением, Лавриненкова и ещё одного нашего лётчика-штурмовика направили в тыл не этапным порядком, не в товарняке, а в купе пассажирского вагона, за компанию с немецкими офицерами, ехавшими домой в отпуск.
И Лавриненков решил твердо: бежать, обязательно бежать, удача или гибель — всё равно. Нужен был только момент. А его можно было выбрать лишь ночью.
Вот и наступила уже последняя ночь. Поезд подходил к Одессе. Конвоиры, поставив на колени и открыв свои набитые бутылками и консервами чемоданы, увлеклись едой. Автоматы отложены в сторону. Лавриненков и штурмовик сделали вид, что крепко спят. Штурмовик всё время держался за гимнастёрку Лавриненкова, чтобы по первому его движению броситься вместе с ним. Дыхание сдавливалось, прерывалось непреодолимым волнением.
Пировавшие за столиком о чём-то заспорили. Вот они оба наклонились к чемодану, что-то пересчитывая и укладывая.
Настала долгожданная минута. Лавриненков стукнул по чемодану. Всё, что было в нём, полетело на конвоиров. Крик в купе. Советские лётчики выбросились из вагона на полном ходу поезда. Удар о землю, кувыркание. Выстрелы, вспышки огня, свист пуль. Поезд отправился дальше.
В деревне лётчики обменяли всё, что было на них и при них, на простую одежду и побрели на восток. Не скоро они, заросшие бородами, в лохмотьях, попали в один из местных партизанских отрядов и стали его бойцами. Через некоторое время их перевезли на самолёте через линию фронта, и они возвратились в часть. Здесь должна была начаться проверка заподозренных в таком „лёгком“ бегстве из плена. И она бы, эта проверка, возможно, затянулась надолго, если бы наша армия не освободила Донбасс, в частности и то село, где немецкие разведчики допрашивали Лавриненкова. Старики, ютившиеся в каморке этой хаты, всё слышали, что происходило за стеной. Они с восхищением вспоминали молодого бровастого лётчика, который „мовчав як камень“. К этим свидетельствам присовокупились и данные партизанского отряда, который вышел навстречу нашим частям, и имя Лавриненкова, его подвиг в поединке с немецкими офицерами стали известными всей стране».

## Награды
- Две медали «Золотая Звезда»;
- два ордена Ленина;
- орден Октябрьской Революции;
- шесть орденов Красного Знамени;
- орден Отечественной войны 1-й степени;
- орден Красной Звезды;
- медали.

## Память
- Бронзовый бюст в городе Починок Смоленской области (скульптор М. П. Оленин).
- Почётный гражданин городов Смоленска (1982), Починка и Севастополя.
- Памятник в городе Васильков Киевской области Украины.
- Военный городок имени Лавриненкова в городе Васильков, Киевская область, Украина.
- Именем дважды Героя Советского Союза В. Д. Лавриненкова названа школа № 43 в городе Севастополь.
- Всероссийский турнир по вольной борьбе памяти В. Д. Лавриненкова среди юношей и девушек (Смоленск).
- Речной теплоход проекта 302 «Генерал Лавриненков».
- Скульптурный портрет работы И. А. Менделевича[12].

## Семья
- Жена (с 1945 года) — Евдокия Петровна, дочь Ратова Петра Филипповича.
- Сын — Пётр.
- Дочь — Ольга.[6]

## Сочинения
- Лавриненков В. Д. Возвращение в небо. — М.: Воениздат, 1974.
- Сокол-1, 1976 — о Льве Львовиче Шестакове.
- Без войны, 1982.
- Лавриненков В. Д., Беловол Н. Н. Шпага чести. — М.: Воениздат, 1988.